# Томсон Чан
Томсон Чан Там-Сун (англ. Thomson Chan Tam-Sun, кит.: 陳譚新, нар. 8 травня 1941) — гонконзький футбольний арбітр, арбітр ФІФА у 1976—1982 роках.

## Кар'єра
Працював на чемпіонаті світу 1982 року в Іспанії, де відсудив один матч (між Гондурасом та Північною Ірландією, на першому груповому етапі) як головний арбітр, а в трьох інших матчах був лінійним суддею (Шотландія — Нова Зеландія та Бразилія — Шотландія на першому груповому етапі і Італія — Бразилія на другому груповому етапі).
Раніше на міжнародному рівні він також судив два матчі на молодіжному чемпіонаті світу 1979 року у Японії — один на груповому етапі між Угорщиною та Гвінеєю та матч за третє місце, який Уругвай виграв в серії пенальті у Польщі.